# Knattspyrnufélag Reykjavíkur
Il Knattspyrnufélag Reykjavíkur, meglio nota in campo internazionale come KR Reykjavik o semplicemente KR, è una società polisportiva islandese nota soprattutto per la sua sezione calcistica.
Con sede nella capitale Reykjavík, milita nella massima serie nazionale. 
È la più celebre società e la squadra più antica e titolata d'Islanda.

## Storia
Il KR venne fondato il 16 febbraio del 1899; essendo però l'unica società calcistica d'Islanda, fu costretto ad attendere fino al 1912 per disputare il primo campionato, vinto dopo un derby contro il Fram Reykjavík. Sempre in quell'anno, adottò le divise ufficiali a strisce verticali bianche e nere, scelte in onore del Newcastle United, allora Campione d'Inghilterra.

Per lunghi anni il KR rimase in vetta alle classifiche islandesi: nel 1960 poté festeggiare anche la vittoria della prima edizione della Coppa d'Islanda e nel 1964 esordì in Coppa dei Campioni contro il Liverpool. Dopo lo scudetto del 1968, con la nascita di nuove importanti realtà calcistiche nell'isola, il KR perse lentamente colpi: in pochi anni i bianconeri passarono dalla lotta per lo scudetto a quella per la salvezza, che nel 1975 arrivò per un solo punto. Nel 1977 la retrocessione fu inevitabile.
Nel 1979, al ritorno in A, un rinvigorito KR sfiorò la vittoria del ventunesimo titolo, che però arrivò solamente nel 1999, l'anno del centenario, dopo 31 anni di sconfitte e di delusioni (per tre volte lo scudetto era sfuggito all'ultima giornata). Sempre in quell'anno, il KR vinse anche la Coppa d'Islanda (la stessa squadra femminile riuscì a ottenere in quell'anno l'accoppiata scudetto-coppa), realizzando per la terza volta il cosiddetto double (vi era già riuscito nel 1961 e nel 1963).
Rinvigorito economicamente dai finanziamenti del principale sponsor, la multinazionale petrolifera Royal Dutch Shell, il KR è ritornato oggi una delle realtà calcistiche più importanti d'Islanda. In totale, la squadra maschile ha vinto il campionato nazionale per 27 volte e 14 volte la Coppa d'Islanda (6 campionati e 4 coppe nazionali è invece il bottino della compagine femminile).
Il miglior risultato del KR nelle competizioni europee risale all'Europa League 2009-2010, quando hanno sconfitto i greci dell'AE Larissa (2-0, 1-1) nel secondo turno di qualificazione; il KR è stato poi eliminato dal Basilea (2-2, 1-3) nel turno successivo. L'anno successivo invece l'KR è riuscito a qualificarsi, sempre in UEFA Europa League 2011-2012 per il terzo turno preliminare bettendo ÍF Fuglafjørður (1-3),(1-5) e lo Žilina (3-0),(0-2) andando così ad affrontare la Dinamo Tbilisi.

## Palmarès

### Competizioni nazionali
Ad oggi, il club ha in bacheca 27 scudetti e 14 coppe nazionali; inoltre, la squadra femminile del KR ha vinto finora 6 scudetti e 12 Coppe.
- Campionato islandese: 27  (record)

1912, 1919, 1926, 1927, 1928, 1929, 1931, 1932, 1934, 1941, 1948, 1949, 1950, 1952, 1955, 1959, 1961, 1963, 1965, 1968, 1999, 2000, 2002, 2003, 2011, 2013, 2019
- Coppa d'Islanda: 14  (record)

1960, 1961, 1962, 1963, 1964, 1966, 1967, 1994, 1995, 1999, 2008, 2011, 2012, 2014
- Coppa di Lega islandese: 8 (record)

1998, 2001, 2005, 2010, 2012, 2016, 2017, 2019
- Supercoppa d'Islanda: 6

1969, 1996, 2003, 2012, 2014, 2020
- 1. deild karla: 1

1978

### Competizioni internazionali
- Atlantic Cup: 1

2003

### Altri piazzamenti
- Campionato islandese:

Secondo posto: 1915, 1916, 1917, 1920, 1923, 1930, 1933, 1935, 1936, 1937, 1939, 1943, 1944, 1945, 1946, 1954, 1956, 1958, 1960, 1983, 1990, 1992, 1995, 1996, 1998, 2006, 2009
Terzo posto: 1921, 1922, 1924, 1925, 1940, 1942, 1947, 1951, 1964, 1969, 1982, 1991, 2014, 2015, 2016, 2021
- Coppa d'Islanda:

Finalista: 1989, 1990, 2006, 2010, 2015
Semifinalista: 1969, 1970, 1975, 1982, 1984, 1993, 2003, 2009, 2013, 2019, 2020, 2023
- Coppa di Lega islandese:

Finalista: 2004
Semifinalista: 2014, 2022
- Supercoppa d'Islanda:

Finalista: 1995, 2004, 2009, 2013, 2015

## Statistiche

### Statistiche nelle competizioni UEFA
Tabella aggiornata alla fine della stagione 2019-2020.
| Competizione                  | Partecipazioni | G  | V  | N  | P  | RF | RS |
| ----------------------------- | -------------- | -- | -- | -- | -- | -- | -- |
| UEFA Champions League         | 8              | 18 | 3  | 4  | 11 | 21 | 57 |
| Coppa delle Coppe             | 5              | 14 | 3  | 2  | 9  | 14 | 35 |
| Coppa UEFA/UEFA Europa League | 13             | 44 | 13 | 10 | 21 | 57 | 77 |

## Organico
| N. |                      | Ruolo | Calciatore                 |
| -- | -------------------- | ----- | -------------------------- |
| 1  | Islanda (bandiera)   | P     | Beitir Ólafsson            |
| 4  | Islanda (bandiera)   | C     | Arnþór Ingi Kristinsson    |
| 5  | Islanda (bandiera)   | D     | Arnór Sveinn Aðalsteinsson |
| 6  | Islanda (bandiera)   | D     | Gunnar Þór Gunnarsson      |
| 10 | Islanda (bandiera)   | C     | Pálmi Rafn Pálmason        |
| 11 | Danimarca (bandiera) | A     | Kennie Chopart             |
| 13 | Islanda (bandiera)   | P     | Guðjón Orri Sigurjónsson   |
| 14 | Islanda (bandiera)   | C     | Ægir Jarl Jónasson         |
| 15 | Islanda (bandiera)   | C     | Emil Ásmundsson            |

| N. |                    | Ruolo | Calciatore                 |
| -- | ------------------ | ----- | -------------------------- |
| 17 | Islanda (bandiera) | C     | Alex Freyr Hilmarsson      |
| 18 | Islanda (bandiera) | D     | Aron Bjarki Jósepsson      |
| 19 | Islanda (bandiera) | D     | Kristinn Jónsson           |
| 21 | Islanda (bandiera) | A     | Kristján Flóki Finnbogason |
| 22 | Islanda (bandiera) | C     | Óskar Örn Hauksson         |
| 37 | Islanda (bandiera) | C     | Birgir Steinn Styrmisson   |

## Altre sezioni sportive
La polisportiva KR Reykjavík oltre alla nota sezione calcistica comprende anche sezioni di altri sport, tra le quali le più note sono quelle di pallacanestro, pallamano e pallavolo.

### Calcio
Con i sei titoli nazionali conquistati al 2017, è la terza squadra più titolata d'Islanda nel calcio femminile.

### Pallacanestro
Tra le squadre di pallacanestro più titolate d'Islanda, partecipa costantemente al Úrvalsdeild karla í körfuknattleik, massimo livello del campionato islandese di pallacanestro.